# سرژ رجیانی
سرژ رجیانی (فرانسوی: Serge Reggiani‎; ۲ مهٔ ۱۹۲۲ – ۲۳ ژوئیهٔ ۲۰۰۴) خوانندهٔ شانسون اهل فرانسه بود.
وی بازیگری برجسته، با قریحه و استعداد در خوانندگی و نقاشی، سال ۱۹۲۲ در شمال ایتالیا متولد شد.
پدرش یک ضد فاشیست سرشناس، به دلیل فعالیت‌های سیاسی‌اش ضد موسولینی برای حفاظت از خانواده مهاجرت کرد.
رجیانی فعالیت حرفه‌ای‌اش را با نقش آفرینی در تئاتر و سینما آغاز کرد. سرانجام در سن ۴۳ سالگی با خوانندگی در رادیو وارد دنیای موسیقی شد.
پیش‌رفت او در حرفه‌ی جدیدش به قدری بود که اکنون از او به عنوان یکی از تحسین‌برانگیزترین و موفق‌ترین خوانندگان شانسون، یاد می‌شود.
هواداران او بیشتر جوانانی با آرمان‌های چپ‌گرا و ضد جنگ از شورش‌های دانشجویی فرانسه در سال ۱۹۶۸ بودند.
سال ۱۹۸۰، پس از مرگ پسرش٬ با الکل و افسردگی مبارزه کرد؛ با این حال در سال ۱۹۹۵ با اجرای دوباره و برپایی چند کنسرت با وجود مشکلات جسمانی به دنیای موسیقی بازگشت
آخرین اجرایش در بهار سال ۲۰۰۴ برگزار شد، وی در اواخر عمر به نقاشی روی آورد و تعدادی از آثار خود را به نمایش گذاشت.
او سرانجام در سن ۸۲ سالگی در پاریس درگذشت.
از فیلم‌ها یا برنامه‌های تلویزیونی که وی در آن نقش داشته‌است می‌توان به پلنگ، ارتش سایه‌ها، ساعت بیست و پنج و ماجراجویان اشاره کرد.

## فیلم‌شناسی
- کلاه (۱۹۶۲)
- تراس (۱۹۸۰)

## مرگ
سرژ رجیانی د بر اثر حمله قلبی در پاریس درگذشت. او در گورستان مونپارناس به خاک سپرده شده است.